# گروولند (کالیفرنیا)
گروولند (به انگلیسی: Groveland) یک منطقهٔ مسکونی در ایالات متحده آمریکا است که در شهرستان توآلومی، کالیفرنیا واقع شده‌است. گروولند ۲۴٫۷۷۹ کیلومتر مربع مساحت و ۶۰۱ نفر جمعیت دارد و ۹۵۵٫۸۶ متر بالاتر از سطح دریا واقع شده‌است.